# Magdalena van Saksen

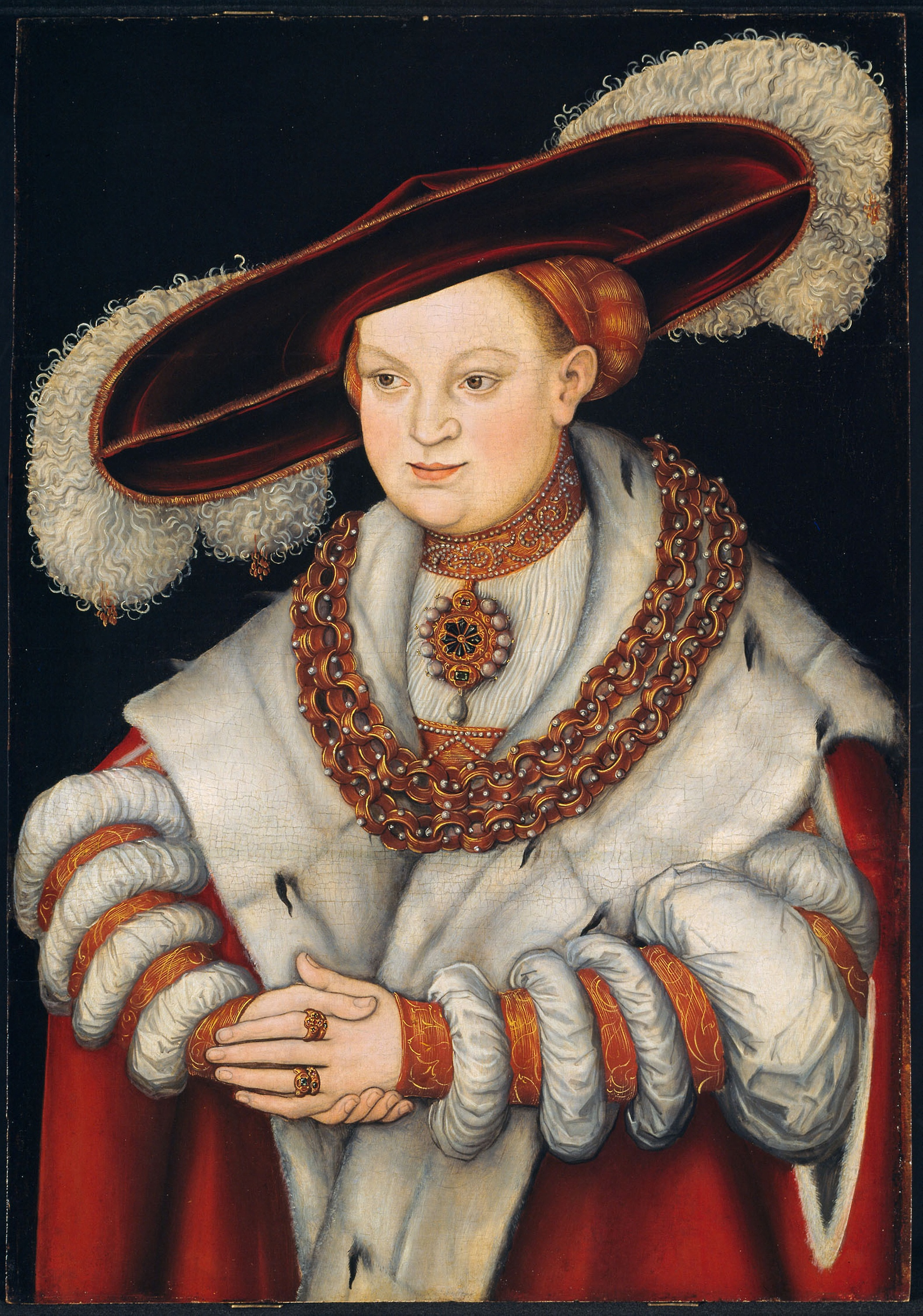
Portret van Magdalena van Saksen door Lucas Cranach de Oudere, circa 1529.

Magdalena van Saksen (Dresden, 7 maart 1507 - Berlijn, 25 januari 1534) was een Saksische prinses uit het huis Wettin en via haar huwelijk keurprinses van Brandenburg.

## Levensloop
Magdalena was een dochter van hertog George van Saksen uit diens huwelijk met Barbara van Polen, dochter van koning Casimir IV van Polen. Ze werd door haar ouders katholiek opgevoed.
Op 6 november 1524 huwde ze in Dresden met de toekomstige keurvorst Joachim II Hector van Brandenburg (1505-1571), toen nog erfgenaam van zijn vader Joachim I Nestor. Bij de weelderige bruiloft zouden 300 gasten aanwezig zijn geweest, waaronder 24 regerende vorsten. Op uitdrukkelijke wens van haar vader werd de bruiloft voltrokken door de aartsbisschop van Mainz.
In tien jaar huwelijk schonk Magdalena het leven aan zeven kinderen. Ze overleed in januari 1534 op 26-jarige leeftijd, kort na de geboorte van haar laatste kind. De schok van een brand die in haar buurt was uitgebroken zou haar overlijden hebben bespoedigd. De gebeurtenissen rond de dood van zijn dochter, zo kort na het overlijden van echtgenote, trof hertog George van Saksen zo hard, dat zich uit rouw niet meer schoor en de bijnaam de Baardige verkreeg.
Een jaar na de dood van Magdalena werd haar weduwnaar Joachim II Hector keurvorst van Saksen. Hetzelfde jaar hertrouwde hij met Hedwig van Polen, dochter van koning Sigismund I van Polen.

## Nakomelingen
Magdalena en haar echtgenoot Joachim II Hector kregen zeven kinderen:
- Johan Georg (1525-1598), keurvorst van Brandenburg
- Barbara (1527-1595), huwde in 1545 met hertog George II van Brieg
- Elisabeth (1528-1529)
- Frederik (1530-1552), aartsbisschop van Maagdenburg en bisschop van Halberstadt
- Albrecht (1532-1532)
- Georg (1532-1532)
- Paul (1534-1534)